# Agarre (artes marciales)
El grappling, traducido al castellano como "agarres", se refiere a todos aquellos sistemas de lucha cuerpo a cuerpo que no involucran golpes para vencer al rival, sino que se utilizan técnicas de derribo, de posición o sumisión para conseguir puntos o forzar su rendición.
Este tipo de sistemas son muy utilizados en el mundo, muchos de estos sistemas de grappling o agarres son luchas tradicionales de una etnia o región.
Todos estos sistemas tienen un amplio uso en artes marciales mixtas, defensa personal y distintos deportes, hasta tal punto que el judo y la lucha, ya sea grecorromana o libre, son el primer y el segundo deporte de contacto más practicados en todo el mundo.
El grappling puede ser realizado tanto en una situación de lucha de pie, como en el suelo. Las técnicas de agarre de pie incluyen luxaciones y proyecciones, estas técnicas pueden considerarse precursoras de la lucha en el suelo, al forzar al adversario a caer en una posición desfavorable. Diversos sistemas de lucha emplean el agarre como elemento fundamental de habilidad.

## Orígenes
El grappling no tiene orígenes como tal, ya que en aquellas zonas en las que ha habido hombres se han desarrollado distintos sistemas de lucha de agarres o "grappling" desde las selvas del amazonas a los griegos o la India, en cada uno de estos lugares se han desarrollado distintos sistemas de "grappling" desde la antigüedad.
En 1999 se organizó el ADCC (Abu Dhabi Combat Club), el primero y más importante campeonato de lucha de sumisión del mundo. Ahí fue cuando varios practicantes de lucha, sambo, judo y jiujitsu se juntaron en un torneo donde salía el mejor competidor entre ocho de los mejores luchadores del mundo por categoría de peso.
Debido a la enorme pujanza que han obtenido las luchas de sumisión, en gran parte gracias al auge del BJJ y las AMM, en 2006 la entonces Federación Internacional de Luchas Asociadas (FILA-hoy United World Wrestling) decidió crear un reglamento común para que cualquier practicante de cualquier sistema de "grappling" pudieran competir entre ellos, se contemplan dos categorías, con Gi y sin Gi.
Este reglamento establece unas puntuaciones por determinadas acciones como lograr una posición, derribar, etc. o una victoria inmediata por sumisión.
El Comité Mundial de Grappling considera que esta manera de aceptar su propia derrota es honorable para los atletas. No obstante, éstos deben estar correctamente informados de las acciones y reacciones que pueden adoptar en las diferentes situaciones de sumisión. De acuerdo con la filosofía general del deporte, los atletas deben honorar los valores de deportividad y juego limpio para no lesionar al adversario de manera intencionada.
El primer campeonato del mundo se realiza en septiembre de 2007 (Campeonato Mundial de Grappling FILA 2007), durante los Juegos Mundiales de Lucha en Antalya, Turquía.
El segundo campeonato mundial tiene lugar en Suiza, donde se presentaron dos diferentes especialidades, GI Grappling (con kimono) y Grappling no GI (Sin kimono).

## Técnicas
El grappling abarca un conjunto de técnicas para someter al rival y para evitar ser sometido, entre ellas:
- Clinch: Técnicas para sujetar al rival cuando ambos están de pie, con el objetivo de derribar al rival o evitar ser derribado.
- Proyección / derribo: Técnicas para lanzar al rival al suelo.
- Luxación / llave: Técnicas para forzar una dislocación en alguna articulación del rival.
- Control: Técnicas para reducir el movimiento del rival.
- Escape: Técnicas para salir del control del rival.